# 麗鰓頦齒魚
麗鰓頦齒魚，為管肩魚科的其中一種，為深海魚類，分布於東太平洋美國加州中部外海至墨西哥西岸海域，深度800-1550公尺，體長可達11.4公分，棲息在底層水域，生活習性不明。
种名中“eu”意为“真的”，“好的”，“branchus”意为鳃。